# Dmitri Beljajev
Dmitri Konstantinovitsj Beljajev (Russisch: Дмитрий Константинович Беляев) (Kostroma, 17 juli 1917 - Novosibirsk, 14 november 1985) was een Russisch geneticus. Van 1959 tot 1985 was hij directeur van het Instituut voor Cytologie en Genetica, van de Academie van Wetenschappen van de Sovjet-Unie, in Novosibirsk. In die functie legde hij zich toe op baanbrekend onderzoek naar domesticatie van dieren, op basis van een langdurig fokprogramma met zilvervossen.

## Genetica onder Stalin
Dmitri Beljajev werd geboren tijdens de Eerste Wereldoorlog, een paar maanden voor de bolsjewistische Oktoberrevolutie. Hij was de vierde en jongste zoon van Konstatin Pavlovitsj, een orthodoxe priester die groot belang hechtte aan onderwijs. Aan het begin van zijn middelbare schoolopleiding stuurden zijn ouders hem naar Moskou om bij broer Nikolai te gaan wonen en daar zijn opleiding te vervolgen. Zo kwam hij al op jonge leeftijd in aanraking met de genetica, doordat Nikolai geneticus was en nauw samenwerkte met destijds toonaangevende wetenschappers als Sergej Tsjetverikov en Nikolaj Koltsov. Na zijn schoolopleiding studeerde hij biologie aan de Staatsacademie voor landbouw te Ivanovo.
Vanaf 1936, tijdens de academische opleiding van Beljajev, veranderde het tot dan toe vruchtbare wetenschappelijke klimaat voor genetici in de Sovjet-Unie echter drastisch, doordat de denkbeelden van Trofim Lysenko beter pasten in de ideologie van Jozef Stalin dan die van de Mendeliaanse genetici. Lysenko betoogde dat erfelijke eigenschappen van individuele organismen konden worden beïnvloed door veranderingen van de omgeving en dat die eigenschappen daarbij veel sneller kunnen veranderen dan door genetische selectie mogelijk is. Stalin, die geloofde in overerving van verworven eigenschappen, liet zich politiek sterk beïnvloeden door Lysenko en hij verbood de uitoefening van genetica die uitging van overerving gebaseerd op genen en chromosomen. Wetenschappers die zich daarmee bezighielden werden ontslagen, vervolgd en soms ook ter dood veroordeeld. In augustus 1937 werd ook Beljajevs broer Nikolai gearresteerd, en op 10 november van dat jaar kwam hij om in een werkkamp.
Ondanks deze sfeer van onderdrukking zette Beljajev zijn studie voort. Voor zijn proefschrift koos hij met "de verbetering van zilvervossenbont" een onderwerp dat de autoriteiten zou bevallen omdat zilvervossen uit het Russische noordpoolgebied gefokt werden vanwege hun dikke, donkere vacht, die gebruikt werd bij de vervaardiging van winterjassen. Beljajev beweerde dat hij onderzoek deed in de dierfysiologie, maar in werkelijkheid gebruikte hij Mendeliaanse ideeën en methoden. Hij deed dit aan het Instituut voor Pelsdierfokkerij van de Sovjet-Unie te Moskou, waar hij bij een bontfarm van de overheid zijn onderzoek mocht verrichten. In 1941 moest hij zijn werk echter onderbreken doordat hij werd opgeroepen om voor het Russische leger in de Tweede Wereldoorlog tegen nazi-Duitsland te vechten. Vanwege zijn uitstekende militaire staat van dienst kon hij daarna terugkeren naar zijn oude positie en werd hij benoemd tot hoofd van het instituut.
Door vast te houden aan zijn geloof in evolutionaire genetica, kwam Beljajev uiteindelijk toch in een lastig parket. In zijn proefschrift had hij niet kunnen verhullen dat de basis van zijn onderzoek lag in de Mendeliaanse genetica. Het verbod daarop was niet opgeheven, integendeel was de onderdrukking ervan juist sterker geworden doordat het gebruik van genetica door nazi-Duitsland bij het creëren van een 'meesterras' de Sovjets ervan overtuigde dat de studie van genetica slecht was en moest worden verboden. In 1948 werd Beljajev ontslagen uit zijn functie als hoofd van het Instituut voor Plsdierfokkerij. Ook na de dood van Stalin in 1953 bleef hij terughoudend om zijn werk in de openheid uit te voeren, omdat de ban op de genetica nog niet was opgeheven.

## Stiekeme start van het zilvervossenexperiment
Toch bleef Beljajev wel degelijk door de genetica geboeid. Hij vroeg zich af hoe het mogelijk was dat er een zo enorme diversiteit aan honden kon zijn, terwijl die allemaal ontstaan waren uit de wolf. Hij wist dat het antwoord op moleculair niveau moest liggen, maar in de jaren vijftig was de genomica nog niet zo ver ontwikkeld dat hij daar nader onderzoek naar zou kunnen doen. Daarom besloot Beljajev om zelf de geschiedenis van de domesticatie te herhalen. Hij deed dat met de hem al bekende zilvervos, een zilverkleurige mutatie van de rode vos, verwant aan de hond, maar nog nooit eerder gedomesticeerd. Toen hij in 1958 werd ingehuurd door het Instituut voor Cytologie en Genetica van de Academie van Wetenschappen van de Sovjet-Unie in het Siberische Novosibirsk, was dat een stap vooruit. Ver van de politiek van Moskou kon hij daar zijn onderzoek verder uitvoeren.
Beljajevs belangrijkste hypothese was dat veranderingen in uiterlijke en gedragskenmerken van gedomesticeerde dieren het gevolg waren van genetische modificaties die hebben plaatsvonden gedurende de kunstmatige selectie die plaatsvindt bij domesticatie. Huisdieren onderscheiden zich niet alleen door hun tamheid van hun wilde voorouders, maar ook door tal van andere fenotypische eigenschappen waaronder een bonte vacht, hangende oren, een opstaande staart, een korte snuit en een verandering in de vruchtbare periode. Beljajev meende dat hij het optreden van dit domesticatiesyndroom kon verklaren, en dat het een gevolg was van onbedoeld menselijk handelen, een bijproduct van doelgerichte selectie op tamheid. Hij koos de zilvervossen als onderzoeksobject omdat deze dieren nog niet eerder gedomesticeerd waren.

## Domesticatie van zilvervossen
Hij selecteerde vossen waarmee hij ging fokken op tamheid, en op geen enkel ander kenmerk. Hij zocht welpen uit die relatief weinig agressief reageerden op mensen. Dat deed hij door vanaf de leeftijd van een maand regelmatig vast te stellen hoe de welpen reageerden op onderzoekers die ze volgens een standaardprocedure benaderden: beschermd met dikke handschoenen openden ze de deur van de kooi en legden ze een stok in de kooi. De meerderheid van de vossen reageerden extreem agressief op de naderende onderzoekers, anderen kropen van angst ineen achter in de kooi. Maar een klein aantal dieren, aanvankelijk slechts 2%, bleef kalm toekijken wat de onderzoekers deden. Deze dieren werden geselecteerd om te paren en de volgende generatie voort te brengen. Bij zeven tot acht maanden waren de dieren geslachtsrijp, werd de laatste test afgenomen en kregen ze een algehele "tamscore". Alleen de twintig minst angstige en minst agressieve vossen werden geselecteerd om mee te fokken. En zo ging dat generatie na generatie verder. Tegelijkertijd maakte Beljajev ook een foklijn met juist de meest agressieve vossen, ter controle. Bovendien mochten de verzorgers en onderzoekers slechts minimaal contact hebben met de vossen, om te voorkomen dat hun tamheid voort zou gaan komen uit ervaring met mensen in plaats van uit genetische selectie.
Al vanaf de zesde generatie ontstonden er welpen die graag contact zochten met mensen, en dat deden zoals hondenpups dat kunnen doen. De agressieve foklijn ontwikkelde zich tegelijkertijd tot uiterst agressieve dieren, die zonder bescherming niet benaderd konden worden. Het programma, dat tot na de dood van Beljajev voortduurde, resulteerde in vriendelijke gedomesticeerde zilvervossen na meer dan veertig generaties. Ze gingen graag met mensen om, jammerden om aandacht te krijgen, likten hun verzorgers en kwispelden met de staart. Hoewel de vossen uitsluitend op vriendelijkheid waren geselecteerd, waren ze - zoals Beljajev voorspeld had - bovendien uiterlijke kenmerken gaan vertonen die in het wild niet of nauwelijks worden gevonden: afhangende oren, korte of gekrulde staarten, een verlengde vruchtbare periode, een bonte vacht en een kortere snuit.
In 1978, was de politieke sfeer inmiddels radicaal veranderd. De evolutietheorie was in ere hersteld en genetica kon openlijk worden toegepast. In dat jaar sprak Beljajev tijdens het Internationale Congres van Genetica te Moskou over zijn project. Hij vermoedde dat de veranderingen bij de vossen samenhingen met hun hormoonhuishouding: vriendelijke vossen maakten minder stresshormonen aan (adrenaline en cortisol), en meer serotonine en oxytocine. Bovendien veronderstelde hij dat dit niet alleen voor vossen gold, Het zou naar zijn mening ook voor mensen kunnen opgaan.

## Na de dood van Beljajev
Door de ineenstorting van de Sovjet-Unie geraakte het onderzoek opnieuw in zwaar weer, doordat de fondsen voor wetenschappelijk onderzoek sterk afnamen. Het werd zelfs moeilijk om de vossen überhaupt in leven te houden. Beljajev stierf in 1985 aan de gevolgen van kanker, voordat hij het Instituut kon redden. Zijn assistente Ljudmila Troet, die vanaf het begin met Beljajev had samengewerkt, zette de werkzaamheden voort en gaf er in 1999 internationale aandacht aan een publicatie in de American Scientist. Sindsdien wordt het onderzoeksproject gezien als een ongekende bron voor de studie van genetica en domesticatie. In 2017 werd er bij het Instituut voor Cytologie en Genetica een standbeeld opgericht van Beljajev met een gedomesticeerde vos, ter ere van zijn honderdjarige geboortedag.
- International Standard Name Identifier: 0000 0004 3973 9224
- Library of Congress Control Number: n81037068
- Nationale Bibliotheek van Tsjechië: xx0116758
- Nationale Bibliotheek van Israël: 987007385857805171
- Nationale Bibliotheek van Polen: a0000002241040
- Nederlandse Thesaurus van Auteursnamen: 069055211
- Système universitaire de documentation: 132174251
- Virtual International Authority File: 302028191
- WorldCat: E39PBJmHJFRrvGvqJcmQYwqmh3